# Kane & Lynch: Dead Men
Kane & Lync: Dead Men är ett kooperativt tredjepersonsskjutarspel från 2007 utvecklat av IO Interactive och publicerat av Eidos Interactive. Spelet, som finns till Xbox 360, Playstation 3 och PC, fick en uppföljare 2010.